# 2018–2019-es női EHF-bajnokok ligája
A 2018–2019-es női EHF-bajnokok ligája az európai női kézilabda-klubcsapatok legrangosabb tornájának 26. kiírása volt. A címvédő a Győri Audi ETO KC csapata volt. Magyarországról két csapat kvalifikálta magát, a  bajnoki címvédő Győri Audi ETO KC és az ezüstérmes FTC-Rail Cargo Hungaria is selejtező nélkül, automatikusan főtáblára került.
A legjobb négy csapat az elmúlt öt szezonban alkalmazott Final Four keretében dönti el a bajnoki cím sorsát 2019. május 11-12-én Budapesten, a Papp László Sportarénában. A Győr sorozatban harmadszor, összességében ötödször nyerte meg a sorozatot, miután a döntőben 25–24-re legyőzte az orosz Rosztov-Don csapatát.

## Csapatok
14 csapat jutott közvetlenül a csoportkörbe. Nyolc csapat indult a selejtezőkben, amelyet két négycsapatos csoportra osztottak, és a két csoportgyőztes juthat a főtáblára.
| Csoportkör          | Csoportkör              | Csoportkör          | Csoportkör              |
| ------------------- | ----------------------- | ------------------- | ----------------------- |
| København Håndbold  | Odense Håndbold         | Metz Handball       | Brest Bretagne Handball |
| Thüringer HC        | FTC-Rail Cargo Hungaria | Győri Audi ETO KCCV | Budućnost               |
| Larvik HK           | Vipers Kristiansand     | CSM București       | Rosztov-Don             |
| Krim                | IK Sävehof              |                     |                         |
| Selejtező torna     |                         |                     |                         |
| Podravka Koprivnica | SG BBM Bietigheim       | Jomi Salerno        | MKS Lublin              |
| SCM Craiova         | ŽORK Jagodina           | BM Bera Bera        | Muratpaşa Bld. SK       |

## Selejtezők
A selejtezőben induló nyolc csapatot két négyes csoportra bontották. A kupa rendszerben lebonyolított selejtezőcsoportok győztesei jutnak be a Bajnokok ligája csoportkörébe. A mérkőzéseket 2018 szeptemberében játsszák.

### 1-es selejtezőcsoport
A selejtezőcsoport mérkőzéseit az MKS Lublin otthonában Lengyelországban, Lublinban rendezték.
|  |                   |                   |            |               |    |                   |                   |       |
|  | Elődöntők         | Elődöntők         | Elődöntők  |               |    | Döntő             | Döntő             | Döntő |
|  | Elődöntők         | Elődöntők         | Elődöntők  |               |    | Döntő             | Döntő             | Döntő |
|  | szeptember 8.     |                   |            |               |    |                   |                   |       |
|  |                   |                   |            |               |    |                   |                   |       |
|  | SG BBM Bietigheim | SG BBM Bietigheim | 33         |               |    |                   |                   |       |
|  | SG BBM Bietigheim | SG BBM Bietigheim | 33         | szeptember 9. |    |                   |                   |       |
|  | BM Bera Bera      | BM Bera Bera      | 27         |               |    |                   |                   |       |
|  | BM Bera Bera      | BM Bera Bera      | 27         |               |    | SG BBM Bietigheim | SG BBM Bietigheim | 34    |
|  | szeptember 8.     |                   |            |               |    | SG BBM Bietigheim | SG BBM Bietigheim | 34    |
|  |                   |                   | MKS Lublin | MKS Lublin    | 19 |                   |                   |       |
|  | MKS Lublin        | MKS Lublin        | MKS Lublin | MKS Lublin    | 19 | 28                |                   |       |
|  | MKS Lublin        | MKS Lublin        |            |               |    |                   |                   |       |
|  | Jomi Salerno      | Jomi Salerno      | 17         |               |    |                   |                   |       |
|  | Jomi Salerno      | Jomi Salerno      | 17         | Bronzmérkőzés |    |                   |                   |       |
|  |                   |                   |            |               |    |                   |                   |       |
|  | szeptember 9.     |                   |            |               |    |                   |                   |       |
|  |                   |                   |            |               |    |                   |                   |       |
|  | BM Bera Bera      | BM Bera Bera      | 40         |               |    |                   |                   |       |
|  | BM Bera Bera      | BM Bera Bera      | 40         |               |    |                   |                   |       |
|  | Jomi Salerno      | Jomi Salerno      | 20         |               |    |                   |                   |       |
|  | Jomi Salerno      | Jomi Salerno      | 20         |               |    |                   |                   |       |

### 2-es selejtezőcsoport
A selejtezőcsoport mérkőzéseit a Podravka Koprivnica otthonában Horvátországban, Kaproncán rendezték.
|  |                     |                     |                     |                     |    |             |             |       |
|  | Elődöntők           | Elődöntők           | Elődöntők           |                     |    | Döntő       | Döntő       | Döntő |
|  | Elődöntők           | Elődöntők           | Elődöntők           |                     |    | Döntő       | Döntő       | Döntő |
|  | szeptember 8.       |                     |                     |                     |    |             |             |       |
|  |                     |                     |                     |                     |    |             |             |       |
|  | SCM Craiova         | SCM Craiova         | 31                  |                     |    |             |             |       |
|  | SCM Craiova         | SCM Craiova         | 31                  | szeptember 9.       |    |             |             |       |
|  | ŽORK Jagodina       | ŽORK Jagodina       | 18                  |                     |    |             |             |       |
|  | ŽORK Jagodina       | ŽORK Jagodina       | 18                  |                     |    | SCM Craiova | SCM Craiova | 21    |
|  | szeptember 8.       |                     |                     |                     |    | SCM Craiova | SCM Craiova | 21    |
|  |                     |                     | Podravka Koprivnica | Podravka Koprivnica | 22 |             |             |       |
|  | Podravka Koprivnica | Podravka Koprivnica | Podravka Koprivnica | Podravka Koprivnica | 22 | 35          |             |       |
|  | Podravka Koprivnica | Podravka Koprivnica |                     |                     |    |             |             |       |
|  | Muratpaşa BSK       | Muratpaşa BSK       | 22                  |                     |    |             |             |       |
|  | Muratpaşa BSK       | Muratpaşa BSK       | 22                  | Bronzmérkőzés       |    |             |             |       |
|  |                     |                     |                     |                     |    |             |             |       |
|  | szeptember 9.       |                     |                     |                     |    |             |             |       |
|  |                     |                     |                     |                     |    |             |             |       |
|  | ŽORK Jagodina       | ŽORK Jagodina       | 26                  |                     |    |             |             |       |
|  | ŽORK Jagodina       | ŽORK Jagodina       | 26                  |                     |    |             |             |       |
|  | Muratpaşa BSK       | Muratpaşa BSK       | 24                  |                     |    |             |             |       |
|  | Muratpaşa BSK       | Muratpaşa BSK       | 24                  |                     |    |             |             |       |

## Csoportkör
A csoportkörben a 16 részt vevő csapatot négy darab négycsapatos csoportra osztották. A csoporton belül a csapatok oda-vissza vágós rendszerű körmérkőzést játsszanak egymással. A csoportok első három helyezettjei jutnak a középdöntőbe, ahová az egymás ellen elért eredményeiket továbbviszik.

### A csoport
| #  | Csapat              | M | Gy | D | V | G+  | G–  | Gk  | P |
| -- | ------------------- | - | -- | - | - | --- | --- | --- | - |
| 1. | Metz Handball       | 6 | 4  | 1 | 1 | 166 | 133 | +33 | 9 |
| 2. | Budućnost Podgorica | 6 | 4  | 0 | 2 | 152 | 142 | +10 | 8 |
| 3. | Odense Håndbold     | 6 | 2  | 1 | 3 | 155 | 165 | –10 | 5 |
| 4. | Larvik HK           | 6 | 1  | 0 | 5 | 137 | 170 | –33 | 2 |

| MET   | BUD   | ODE   | LAR   |
| ----- | ----- | ----- | ----- |
|       | 25–24 | 41–26 | 31–20 |
| 23–19 |       | 31–28 | 26–25 |
| 19–19 | 22–26 |       | 27–23 |
| 21–31 | 23–22 | 25–33 |       |

### B csoport
| #  | Csapat             | M | Gy | D | V | G+  | G–  | Gk  | P  |
| -- | ------------------ | - | -- | - | - | --- | --- | --- | -- |
| 1. | Rosztov-Don        | 6 | 5  | 1 | 0 | 178 | 146 | +32 | 11 |
| 2. | København Håndbold | 6 | 3  | 1 | 2 | 175 | 157 | +18 | 7  |
| 3. | Brest Bretagne     | 6 | 2  | 2 | 2 | 182 | 172 | +10 | 6  |
| 4. | IK Sävehof         | 6 | 0  | 0 | 6 | 144 | 204 | –60 | 0  |

| ROS   | KOB   | BRE   | SAV   |
| ----- | ----- | ----- | ----- |
|       | 30–25 | 30–24 | 30–21 |
| 21–27 |       | 32–28 | 33–22 |
| 29–29 | 28–28 |       | 34–26 |
| 26–32 | 22–36 | 27–39 |       |

### C csoport
| #  | Csapat                 | M | Gy | D | V | G+  | G–  | Gk  | P  |
| -- | ---------------------- | - | -- | - | - | --- | --- | --- | -- |
| 1. | Győri Audi ETO KC      | 6 | 6  | 0 | 0 | 210 | 140 | +70 | 12 |
| 2. | Krim                   | 6 | 2  | 2 | 2 | 153 | 164 | –11 | 6  |
| 3. | Thüringer HC           | 6 | 1  | 1 | 4 | 153 | 173 | –20 | 3  |
| 4. | RK Podravka Koprivnica | 6 | 1  | 1 | 4 | 142 | 181 | –39 | 3  |

| ETO   | KRI   | THC   | POD   |
| ----- | ----- | ----- | ----- |
|       | 39–23 | 31–28 | 37–17 |
| 23–32 |       | 27–20 | 27–20 |
| 22–38 | 26–26 |       | 26–28 |
| 27–33 | 27–27 | 23–31 |       |

### D csoport
| #  | Csapat                  | M | Gy | D | V | G+  | G–  | Gk  | P |
| -- | ----------------------- | - | -- | - | - | --- | --- | --- | - |
| 1. | CSM București           | 6 | 4  | 0 | 2 | 185 | 171 | +14 | 8 |
| 2. | Vipers Kristiansand     | 6 | 3  | 1 | 2 | 180 | 162 | +18 | 7 |
| 3. | FTC-Rail Cargo Hungaria | 6 | 3  | 0 | 3 | 174 | 186 | –12 | 6 |
| 4. | SG BBM Bietigheim       | 6 | 1  | 1 | 4 | 162 | 182 | –20 | 3 |

| CSM   | VIP   | FTC   | BIE   |
| ----- | ----- | ----- | ----- |
|       | 26–31 | 36–31 | 32–24 |
| 27–29 |       | 35–27 | 27–27 |
| 28–34 | 27–26 |       | 33–30 |
| 30–28 | 26–34 | 25–28 |       |

## Középdöntő
A csoportkörből továbbjutó csapatokat a középdöntőben két csoportba sorolják. Az A és B csoportból az 1-es középdöntőcsoportba, a C és D csoportból pedig a 2-es középdöntőcsoportba kerülnek a csapatok. A középdöntőcsoportokon belül oda-vissza vágós rendszerű körmérkőzést játszanak a csapatok, de az azonos csoportból érkezők nem játszanak újból egymással, nekik a csoportmérkőzések eredményei számítanak a tabellába. A csoportok első négy helyén végző csapatai jutnak tovább a negyeddöntőbe.

### 1-es középdöntőcsoport
| #  | Csapat              | M  | Gy | D | V | G+  | G–  | Gk  | P  |
| -- | ------------------- | -- | -- | - | - | --- | --- | --- | -- |
| 1. | Metz Handball       | 10 | 7  | 1 | 2 | 299 | 242 | +57 | 15 |
| 2. | Rosztov-Don         | 10 | 7  | 1 | 2 | 261 | 241 | +20 | 15 |
| 3. | Budućnost Podgorica | 10 | 5  | 1 | 4 | 245 | 248 | –3  | 11 |
| 4. | Odense Håndbold     | 10 | 3  | 2 | 5 | 246 | 267 | –21 | 8  |
| 5. | København Håndbold  | 10 | 3  | 2 | 5 | 271 | 280 | –9  | 8  |
| 6. | Brest Bretagne      | 10 | 0  | 3 | 7 | 253 | 297 | –44 | 3  |

| MET   | ROS   | BUD   | KOB   | ODE   | BRE   |
| ----- | ----- | ----- | ----- | ----- | ----- |
|       | 29–25 | 25–24 | 41–26 | 36–24 | 39–26 |
| 18–26 |       | 24–22 | 25–19 | 30–25 | 30–24 |
| 23–19 | 20–23 |       | 31–28 | 29–27 | 28–27 |
| 19–19 | 26–30 | 22–26 |       | 25–23 | 28–24 |
| 36–33 | 21–27 | 31–20 | 24–24 |       | 32–28 |
| 21–32 | 29–29 | 22–22 | 24–29 | 28–28 |       |

### 2-es középdöntőcsoport
| #  | Csapat                  | M  | Gy | D | V | G+  | G–  | Gk  | P  |
| -- | ----------------------- | -- | -- | - | - | --- | --- | --- | -- |
| 1. | Győri Audi ETO KC       | 10 | 8  | 2 | 0 | 333 | 267 | +66 | 18 |
| 2. | Vipers Kristiansand     | 10 | 6  | 0 | 4 | 288 | 265 | +23 | 12 |
| 3. | FTC-Rail Cargo Hungaria | 10 | 5  | 2 | 3 | 298 | 306 | –8  | 12 |
| 4. | CSM București           | 10 | 5  | 1 | 4 | 292 | 282 | +10 | 11 |
| 5. | Krim                    | 10 | 2  | 1 | 7 | 243 | 281 | –38 | 5  |
| 6. | Thüringer HC            | 10 | 0  | 2 | 8 | 255 | 308 | –53 | 2  |

| ETO   | VIP   | FTC   | CSM   | KRI   | THC   |
| ----- | ----- | ----- | ----- | ----- | ----- |
|       | 33–29 | 32–32 | 36–27 | 39–23 | 31–28 |
| 26–33 |       | 35–27 | 27–29 | 29–21 | 31–24 |
| 32–32 | 27–26 |       | 28–34 | 31–27 | 30–29 |
| 25–27 | 26–31 | 36–31 |       | 32–26 | 23–23 |
| 23–32 | 24–25 | 23–25 | 23–22 |       | 27–20 |
| 22–38 | 21–29 | 32–35 | 30–38 | 26–26 |       |

## Egyenes kieséses szakasz

### Negyeddöntők
A negyeddöntőkben a középdöntőcsoportok első helyezettjei a másik csoport negyedik helyén továbbjutó csapatával, míg a második helyezettek a másik csoport harmadikjával találkoztak. Egy oda-visszavágó után dőlt el a Final Fourba jutás.
| 1. csapat               | Össz. | 2. csapat           | 1. mérk. | 2. mérk. |
| ----------------------- | ----- | ------------------- | -------- | -------- |
| CSM București           | 48–54 | Metz Handball       | 26–31    | 22–23    |
| Odense Håndbold         | 49–62 | Győri Audi ETO KC   | 28–29    | 21–33    |
| FTC-Rail Cargo Hungaria | 48–62 | Rosztov-Don         | 26–29    | 22–33    |
| Budućnost Podgorica     | 37–49 | Vipers Kristiansand | 19–24    | 18–25    |

### Final Four
A női kézilabda Bajnokok Ligája történelmében hatodszor dönt a végső győztesről a Final Four. A mérkőzéseket 2019. május 11-12-én rendezik Budapesten a Papp László Sportarénában.
|  |                     |                     |             |               |    |                   |                   |       |
|  | Elődöntők           | Elődöntők           | Elődöntők   |               |    | Döntő             | Döntő             | Döntő |
|  | Elődöntők           | Elődöntők           | Elődöntők   |               |    | Döntő             | Döntő             | Döntő |
|  | május 11.           |                     |             |               |    |                   |                   |       |
|  |                     |                     |             |               |    |                   |                   |       |
|  | Vipers Kristiansand | Vipers Kristiansand | 22          |               |    |                   |                   |       |
|  | Vipers Kristiansand | Vipers Kristiansand | 22          | május 12.     |    |                   |                   |       |
|  | Győri Audi ETO KC   | Győri Audi ETO KC   | 31          |               |    |                   |                   |       |
|  | Győri Audi ETO KC   | Győri Audi ETO KC   | 31          |               |    | Győri Audi ETO KC | Győri Audi ETO KC | 25    |
|  | május 11.           |                     |             |               |    | Győri Audi ETO KC | Győri Audi ETO KC | 25    |
|  |                     |                     | Rosztov-Don | Rosztov-Don   | 24 |                   |                   |       |
|  | Metz Handball       | Metz Handball       | Rosztov-Don | Rosztov-Don   | 24 | 25                |                   |       |
|  | Metz Handball       | Metz Handball       |             |               |    |                   |                   |       |
|  | Rosztov-Don         | Rosztov-Don         | 27          |               |    |                   |                   |       |
|  | Rosztov-Don         | Rosztov-Don         | 27          | Bronzmérkőzés |    |                   |                   |       |
|  |                     |                     |             |               |    |                   |                   |       |
|  | május 12.           |                     |             |               |    |                   |                   |       |
|  |                     |                     |             |               |    |                   |                   |       |
|  | Vipers Kristiansand | Vipers Kristiansand | 31          |               |    |                   |                   |       |
|  | Vipers Kristiansand | Vipers Kristiansand | 31          |               |    |                   |                   |       |
|  | Metz Handball       | Metz Handball       | 30          |               |    |                   |                   |       |
|  | Metz Handball       | Metz Handball       | 30          |               |    |                   |                   |       |

## Statisztikák

### Góllövőlista
| #  | Játékos            | Csapat                  | Gól |
| -- | ------------------ | ----------------------- | --- |
| 1  | Linn Jørum Sulland | Vipers Kristiansand     | 89  |
| 2  | Háfra Noémi        | FTC-Rail Cargo Hungaria | 80  |
| 2  | Jovanka Radičević  | CSM București           | 80  |
| 4  | Ana Gros           | Brest Bretagne Handball | 76  |
| 5  | Andrea Lekić       | CSM București           | 73  |
| 5  | Nycke Groot        | Győri Audi ETO          | 73  |
| 7  | Iveta Luzumová     | Thüringer HC            | 71  |
| 7  | Henny Reistad      | Vipers Kristiansand     | 71  |
| 7  | Grâce Zaadi        | Metz Handball           | 71  |
| 10 | Nerea Pena         | FTC-Rail Cargo Hungaria | 69  |

Utolsó frissítés: 2019. május 12. Forrás:

## Díjak

### All-Star csapat
Az All-Star csapat 50 jelöltjét az EHF, újságírók, szakértők és szponzorok állították össze. Rájuk szavazhattak a szurkolók a Final Four előtt öt héten keresztül. A határidőig beérkezett több mint 26 000 szavazat alapján a szezon All-Star csapatát a Final Four előtt, 2019. május 10-én hirdették ki.
| Kapus      | Katrine Lunde     | Vipers Kristiansand |
| Balszélső  | Manon Houette     | Metz Handball       |
| Balátlövő  | Anne Mette Hansen | Győri Audi ETO KC   |
| Irányító   | Stine Oftedal     | Győri Audi ETO KC   |
| Beállós    | Crina Pintea      | Győri Audi ETO KC   |
| Jobbátlövő | Anna Vjahireva    | Rosztov-Don         |
| Jobbszélső | Jovanka Radičević | CSM București       |

### Egyéni díjak
- MVP:  Kari Aalvik Grimsbø (Győri Audi ETO KC)
- Legjobb edző:  Emmanuel Mayonnade (Metz Handball)
- Legjobb fiatal játékos:  Háfra Noémi (FTC-Rail Cargo Hungaria)
- Legjobb védőjátékos:  Eduarda Amorim (Győri Audi ETO KC)

## Külső hivatkozások
- Hivatalos oldal